# Calamia occidentalis
Calamia occidentalis là một loài bướm đêm trong họ Noctuidae.